# Ruta 915 (Costa Rica)
La Ruta 915, oficialmente Ruta Nacional Terciaria 915, es una ruta nacional de Costa Rica ubicada en la provincia de Guanacaste.

## Descripción
En la provincia de Guanacaste, la ruta atraviesa el cantón de Nandayure (el distrito de Bejuco).